# Bertil Hübinette
Knut Bertil Hübinette, född 20 juli 1939 i Överluleå församling, Norrbottens län, är en svensk jurist.
Bertil Hübinette började som landsfiskal 1966, blev jur.kand. 1968 och arbetade som domare 1970–1975. Han tjänstgjorde i Utrikesdepartementet 1975–1979, Fortifikationsförvaltningen 1979–1983 och var jurist på Vattenfall 1983–1991. Bertil Hübinette var lagman i Hedemora 1991-1992 och Eskilstuna tingsrätter 1993–1994, generaldirektör för Domstolsverket 1994–1998 och hovrättspresident i Göta hovrätt 1998–2006. Sedan 2009 är han verksam som advokat i den egna byrån Bertil Hübinette Advokat AB i Stockholm.